# Robert Dougall
Robert Neill Dougall (* 27. November 1913 in Croydon, Surrey, Vereinigtes Königreich; † 18. Dezember 1999 in Southwold, Suffolk, Vereinigtes Königreich) war ein britischer Hörfunkjournalist (broadcaster) – bekannt als Nachrichtensprecher bei der BBC – und Ornithologe.

## Leben
Robert Dougall wurde in Croydon, Surrey geboren und wuchs hier auch auf. Er besuchte die Whitgift School, und obwohl er sehr talentiert für Fremdsprachen war – insbesondere Französisch und Deutsch – war er gezwungen die Schule bereits im Alter von 16 Jahren zu verlassen, da seine Familie in finanziellen Schwierigkeiten war.
Durch einen Kontakt seines Vaters erlangte er einen Job von 25 Shilling pro Woche bei einer Wirtschaftsprüfungsgesellschaft.
Mit seinen bessergestellten Kollegen bekam er allerdings auch soziale Vergünstigungen, darunter Tanztees im Savoy, wo er durch sein gutes Aussehen schon bald zu einem beliebten Tanzpartner wurde.
Allerdings wurde Dougall schnell klar, dass er mit Buchführung nicht den Rest seines Lebens verbringen wollte, und als ein Kollege ihm vorschlug es einmal bei der BBC zu versuchen, nahm er dort den ersten Job an, den man ihm anbot – und der war ausgerechnet in der Buchhaltungsabteilung des BBC.
In seiner Freizeit spielte er in einer Theatergruppe mit, was seinem Geschmack mehr entsprach als der Arbeitsalltag.
Sein Können in Französisch, Deutsch und Italienisch verhalf ihm dann am 27. November 1934 – seinem 21. Geburtstag – zu einem Job beim BBC Empire Service, der seit 1932 gesendeten Nachrichtensendung und Vorgänger des BBC World Service.
Am 3. September 1939 – zu diesem Zeitpunkt war Dougall bereits Senior Nachrichtensprecher – war es seine Stimme, die nach Ablauf des britisch-französischen Ultimatums vom 2. September (s. Britisch-französische Garantieerklärung) die britische Kriegserklärung an Deutschland verkündete.
Zu Anfang des Zweiten Weltkriegs arbeitete Dougall zunächst als Radioreporter, berichtete über den „The Blitz“ und hielt Großbritannien und die Welt über den Krieg auf dem Laufenden.
1942 trat er in der Royal Navy bei und fuhr mit den Nordmeergeleitzügen, die militärisch wichtige Güter aus Großbritannien und den USA in die Sowjetunion brachten. Später war er als Dolmetscher im Norden der Sowjetunion stationiert.
Nach seiner Ausmusterung am Ende des Zweiten Weltkriegs kehrte er zur BBC zurück und arbeitete zunächst als Ansager/Nachrichtensprecher für den BBC Overseas Service, BBC Light Programme und BBC Home Service (ab 1967: BBC Radio 4).
Television News
Bis 1955 wurden die BBC-Nachrichten im Fernsehen lediglich vor einem Foto von Big Ben verlesen, eine Maßnahme, die vom Chefredakteur, Tahu Hole, angeordnet worden war, um die absolute Unparteilichkeit, für die die BBC bekannt war, sicherzustellen.
Das Aufkommen des kommerziellen Fernsehens und die Gründung von ITN (Independent Television News) veranlasste die BBC jedoch im September 1955, ihre Nachrichtensprecher vor der Kamera auch erscheinen zu lassen.
Dougall war einer der ersten dieser Nachrichtensprecher, der 1955 in-vision (auf dem Bildschirm) erschien (die anderen Nachrichtensprecher waren Kenneth Kendall und Richard Baker – die „Big Three“ vom BBC).
Robert Dougall präsentierte die BBC-News und das Newsroom-Programm in den 1960er Jahren.
1965 wurde ihm der The Most Excellent Order of the British Empire verliehen. Eine Auszeichnung, die er am selben Tag wie die Beatles erhielt.
Er war der Erste, der 1970 die (bis zum Jahr 2000 gesendeten) BBC Nine O’Clock News präsentierte, und er setzte dies bis zu seinem Ausscheiden aus der BBC am Ende des Jahres 1973 fort.
Am Ende seiner letzten Sendung im Fernsehen am 31. Dezember 1973 verabschiedete Robert Dougall sich mit folgenden Worten von seinen Zuschauern:
"Well…that’s the way it is tonight. The news will be back as usual tomorrow; but for me this last day of the old year is my last news. Today is the day I retire from the BBC staff. I first read the news nearly forty years ago now – that was to the countries of the British Empire, in the days when there still was one; and I’ve been doing it ever since, more or less, except of course in the Navy during the war. And as you know I’ve been reading BBC Television News almost since it began nearly twenty years ago. I’m now looking forward to joining the Nationwide programme doing films about nature. So I won’t be entirely on your side of the screen just yet. Good night then and despite the gloomy news may I wish a very Happy New Year to you all…and thank you and the BBC for those forty stimulating years."
("Nun, so sieht es heute Nacht aus. Die News werden morgen wieder wie gewohnt gesendet; aber für mich ist dieser letzte Tag des alten Jahres meine letzte News. Heute ist der Tag, an dem ich mich von den BBC-Mitarbeitern verabschiede. Vor fast vierzig Jahren habe ich die News zum ersten Mal verlesen - das war für die Länder des Britischen Empire, zu der Zeit als es noch eins gab; und ich habe das seitdem durchgehend gemacht, außer natürlich als ich während des Krieges in der Marine war. Und wie Sie wissen, habe ich die BBC Television News fast seit ihrem Beginn vor fast zwanzig Jahren verlesen. Jetzt freue ich mich darauf, beim Nationwide Programm mitzumachen und Filme über die Natur zu drehen. Ich bin also noch nicht ganz zu Ihrer Seite des Bildschirms gewechselt. Also Gute Nacht und trotz der düsteren Nachrichten wünsche ich Ihnen allen ein Frohes Neues Jahr ... und danke Ihnen und der BBC für diese vierzig anregenden Jahre.")

## Im Ruhestand
Dougall war für seine Liebe zu Tieren, insbesondere Vögeln bekannt und er war fünf Jahre lang Präsident des RSPB (Royal Society for the Protection of Birds).
Er verfasste mehrere Bücher über Vögel in den 1970er Jahren und seine Autobiographie In und Out of the Box (1973), eine witzige Darstellung des Lebens in der BBC, der er als jüngster Nachrichtensprecher an seinem 21. Geburtstag im Jahr 1934 beigetreten war.
Im Alter lebte er in Walberswick in Suffolk, obwohl sein Hauptwohnsitz viele Jahre in Hampstead in London war.

## Privates
Dougall lernte seine Frau Nan(cie) Byam (geb. Lockhart) kurz nach Ende des Zweiten Weltkriegs kennen und war seit 1947 bis zu seinem Tod mit ihr verheiratet.
Das Paar bekam einen Sohn, Alastair. Nancie Byam hatte aus ihrer ersten Ehe eine Tochter mit in die Ehe gebracht.
Dougalls Enkelin Rose Elinor Dougall ist eine Sängerin und Songschreiberin, die früher bei der Brighton-Band The Pipettes auftrat.
Dougalls Enkel Tom Dougall war der Leadgitarrist der Brighton-Band Joe Lean and the Jing Jang Jong, ehe er diese Band verließ, um Toy zu gründen, die bei Heavenly Recordings unter Vertrag standen.

## Bibliographie
- In and out of the box (1973)
- A Lively Retirement (1974)
- Now for the good news (1976)
- A Celebration of Birds (1978)
- Basil Ede's Birds (1980)
- Birdwatch Round Britain (1982)
- British Birds (1982)
- The Ladybird Book Of British Birds (1982)